# Valenciennellus
Valenciennellus és un gènere de peixos pertanyent a la família dels esternoptíquids.

## Descripció
- Cos fusiforme.
- Boca gairebé vertical.
- L'origen de l'aleta anal es troba abans de l'origen de la dorsal.
- Anus més a prop de l'aleta anal que de l'inici de la pelviana.
- Aleta dorsal adiposa.[3]

## Alimentació
Es nodreixen de crustacis petits.

## Hàbitat
Són peixos oceànics de clima tropical o subtropical, mesopelàgics i que viuen fins als 550 m de fondària.

## Taxonomia
- Valenciennellus carlsbergi (Bruun, 1931)[4]
- Valenciennellus tripunctulatus (Esmark, 1871)[5][6][7][8][9][10][11]